# Klaus Sammer
Klaus Sammer (Gröditz, 5 december 1942) is een voormalig voetballer uit Oost-Duitsland, die speelde als verdediger. Hij kwam vrijwel zijn gehele loopbaan uit voor Dynamo Dresden. Met die club won hij tweemaal de Oost-Duitse landstitel. Na zijn actieve carrière stapte hij het trainersvak in. Zijn zoon Matthias speelde eveneens voetbal op het hoogste niveau.

## Interlandcarrière
Sammer kwam in totaal 17 keer (nul doelpunten) uit voor de nationale ploeg van Oost-Duitsland in de periode 1970–1973. Onder leiding van bondscoach Georg Buschner maakte hij zijn debuut op 11 november 1970 in de EK-kwalificatiewedstrijd tegen Nederland (1-0) in Dresden.

## Erelijst
Dynamo Dresden
- DDR-Oberliga

1971, 1973
- Oost-Duitse beker

1971